# Distrito electoral local 10 de Chihuahua
El Distrito electoral local 10 de Chihuahua es uno de los 22 Distritos Electorales en los que se encuentra dividido el territorio del estado de Chihuahua. Su cabecera es Ciudad Juárez. 
Desde el proceso de redistritación de 2022 abarca parte de la zona sur de Ciudad Juárez y toda la zona sur del Municipio de Juárez.

## Distritaciones anteriores

### Distritación de 1968
En ese entonces tuvo su cabecera en Guachochi, y abarcaba los municipios de Batopilas, Guachochi, Morelos y Urique.

### Distritación de 1989
En la distritación de 1989 este distrito continuó teniendo su cabecera en Guachochi, abarcando los municipios de Batopilas, Guachochi, Morelos y Urique.

### Distritación de 1995
Para 1995 el distrito pasó a abarcar parte del Municipio de Juárez, así como la totalidad de los municipios de Ahumada, Guadalupe y Práxedis G. Guerrero teniendo como cabecera a Ciudad Juárez.

### Distritación de 1997
En 1997 el distrito pasó a tener su cabecera en Meoqui abarcando los municipios de Aldama, Aquiles Serdán, Coyame del Sotol, Julimes, Manuel Benavides, Meoqui, Ojinaga y Rosales.

### Distritación de 2012
Para 2012 el distrito siguió teniendo cabecera en Meoqui abarcando los municipios de Aldama, Aquiles Serdán, Coyame del Sotol, Julimes, Manuel Benavides, Meoqui, Ojinaga, Rosales y Satevó.

### Distritación de 2015
Para 2015, pasó a Ciudad Juárez, abarcando parte de la zona sur de la ciudad y toda la zona sur del Municipio de Juárez.

## Diputados por el distrito
| Diputado                        | Grupo parlamentario | Legislatura | Periodo     | Cabecera distrital Según cada distritación |
| ------------------------------- | ------------------- | ----------- | ----------- | ------------------------------------------ |
| Silvino Espino Loya             |                     | XLIX        | 1968 - 1971 | Guachochi                                  |
| Jesús Manuel Ramírez Lara       |                     | L           | 1971 - 1974 | Guachochi                                  |
| Samuel Díaz Holguín             |                     | LI          | 1974 - 1977 | Guachochi                                  |
| Ignacio Verea Urbina            |                     | LII         | 1977 - 1980 | Guachochi                                  |
| María de Lourdes González Gómez |                     | LIII        | 1980 - 1983 | Guachochi                                  |
| Manuel Frías Fontes             |                     | LIV         | 1983 - 1986 | Guachochi                                  |
| María de Lourdes González Gómez |                     | LV          | 1986 - 1989 | Guachochi                                  |
| Ismael Palma Loya               |                     | LVI         | 1989 - 1992 | Guachochi                                  |
| Odorico Vázquez Bernal          |                     | LVII        | 1992 - 1995 | Guachochi                                  |
| Leopoldo Canizales Sáenz        |                     | LVIII       | 1995 - 1998 | Ciudad Juárez                              |
| Carlos Brígido Licón Morales    |                     | LIX         | 1998 - 2001 | Meoqui                                     |
| Miguel Rubio Castillo           |                     | LX          | 2001 - 2004 | Meoqui                                     |
| Joel Aranda Olivas              |                     | LXI         | 2004 - 2007 | Meoqui                                     |
| Ricardo Espinoza Leyva          |                     | LXII        | 2007 - 2010 | Meoqui                                     |
| Francisco González Carrasco     |                     | LXIII       | 2010 - 2013 | Meoqui                                     |
| César Pacheco Hernández         |                     | LXIV        | 2013 - 2016 | Meoqui                                     |
| Adriana Fuentes Téllez          |                     | LXV         | 2016 - 2018 | Ciudad Juárez                              |
| Leticia Ochoa Martínez          |                     | LXVI        | 2018 - 2021 | Ciudad Juárez                              |
| María Antonieta Pérez Reyes     |                     | LXVII       | 2021 -      | Ciudad Juárez                              |

## Resultados Electorales

### 2024
| Candidato                     | Candidato                 | Candidato | Partido o coalición    | Votos | Porcentaje |
| ----------------------------- | ------------------------- | --- | ---------------------- | ----- | ---------- |
|                               | —                         | Coalición "Fuerza y Corazón por México" Partido Acción Nacional Partido Revolucionario Institucional Partido de la Revolución Democrática | —                      | —     |            |
|                               | —                         | Coalición "Sigamos Haciendo Historia" Movimiento Regeneración Nacional Partido del Trabajo Partido Verde Ecologista de México             | —                      | —     |            |
|                               | —                         | Movimiento Ciudadano | —                      | —     |            |
| Candidatos no registrados     | Candidatos no registrados | Candidatos no registrados | —                      | —     | —          |
| Total de votos válidos        | Total de votos válidos    | Total de votos válidos | Total de votos válidos |       | —          |
| Instituto Nacional Electoral. |                           | |                        |       |            |

### 2016
|  | 21.54 % |

|  | 25.16 % |

|  | 3.04 % |

|  | 5.62 % |

|  | 1.89 % |

|  | 9.43 % |

|  | 7.37 % |

|  | 11.37 % |

|  | 6.56 % |

|  | 1.33 % |

|  | 6.69 % |

|  | 100.00 % |

### 2013
|  | 35.02 % |

|  | 36.47 % |

|  | 8.14 % |

|  | 4.20 % |

|  | 6.44 % |

|  | 4.61 % |

|  | 0.06 % |

|  | 5.05 % |

|  | 100.00 % |

### 2010
|  | 44.08 % |

|  | 44.75 % |

|  | 4.80 % |

|  | 2.52 % |

|  | 0.72 % |

|  | 0.07 % |

|  | 3.07 % |

|  | 100.00 % |

### 2007
|  | 41.86 % |

|  | 42.30 % |

|  | 4.43 % |

|  | 1.92 % |

|  | 6.71 % |

|  | 0.38 % |

|  | 0.01 % |

|  | 2.39 % |

|  | 100.00 % |

### 2004
|  | 43.99 % |

|  | 52.67 % |

|  | 0.01 % |

|  | 3.34 % |

|  | 100.00 % |

### 2001
|  | 39.17 % |

|  | 44.75 % |

|  | 8.93 % |

|  | 1.79 % |

|  | 1.35 % |

|  | 0.00 % |

|  | 1.82 % |

|  | 0.00 % |

|  | 0.02 % |

|  | 2.17 % |

|  | 100.00 % |

### 1998
|  | 41.85 % |

|  | 46.54 % |

|  | 6.25 % |

|  | 0.57 % |

|  | 2.56 % |

|  | 0.00 % |

|  | 0.00 % |

|  | 0.00 % |

|  | 2.21 % |

|  | 100.00 % |

### 1995
|  | 40.00 % |

|  | 44.26 % |

|  | 4.68 % |

|  | 0.58 % |

|  | 4.03 % |

|  | 0.00 % |

|  | 2.65 % |

|  | 0.00 % |

|  | 0.00 % |

|  | 0.00 % |

|  | 3.80 % |

|  | 100.00 % |

### 1992
|  | 16.52 % |

|  | 71.48 % |

|  | 0.59 % |

|  | 0.34 % |

|  | 4.38 % |

|  | 0.44 % |

|  | 0.84 % |

|  | 0.00 % |

|  | 0.00 % |

|  | 5.40 % |

|  | 100.00 % |

### 1989
|  | 0.67 % |

|  | 86.43 % |

|  | 3.03 % |

|  | 0.30 % |

|  | 0.19 % |

|  | 0.00 % |

|  | 0.00 % |

|  | 1.17 % |

|  | 0.00 % |

|  | 8.21 % |

|  | 100.00 % |

### 1986
|  | 12.19 % |

|  | 86.79 % |

|  | 0.21 % |

|  | 0.15 % |

|  | 0.21 % |

|  | 0.16 % |

|  | 0.07 % |

|  | 0.21 % |

|  | 0.03 % |

### 1983
|  | 0.00 % |

|  | 95.28 % |

|  | 1.49 % |

|  | 0.00 % |

|  | 1.00 % |

|  | 0.00 % |

|  | 2.15 % |

|  | 0.00 % |

|  | 0.00 % |

|  | 1.08 % |

|  | 100.00 % |

### 1980
|  | 0.00 % |

|  | 90.03 % |

|  | 0.00 % |

|  | 0.00 % |

|  | 0.00 % |

|  | 0.00 % |

|  | 9.97 % |

|  | 0.00 % |

|  | 0.00 % |

|  | 100.00 % |